# Schuldgevoel
Schuldgevoel is een gemoedstoestand waarbij het geweten een mens plaagt met een onaangenaam gevoel over een bepaalde gedane of juist niet gedane actie. Het wordt vaak gevolgd door gevoelens van berouw of spijt. Schuldgevoel is een gemoedstoestand die men zichzelf oplegt.
Verlichting van schuldgevoel is bijvoorbeeld mogelijk door excuses aan te bieden, door een ongewenste actie ongedaan te maken of door verantwoordelijkheid te nemen voor een verkeerd uitgevallen daad en de consequenties daarvan te aanvaarden. Mensen die lang met een schuldgevoel rondlopen kunnen hierdoor in een depressie komen. Vaak zie je ook bij traumatische ervaringen, zoals seksueel misbruik, dat het slachtoffer onterecht een schuldgevoel heeft. In uiterste gevallen kan een schuldgevoel leiden tot zelfmoord.
In het christendom is een schuldgevoel te verlichten door boete te doen of door een mea culpa, een publiekelijke uiting van schuld. In de oosterse cultuur is het niet het vanuit zichzelf opgelegde schuldgevoel dat mensen als onprettig of ongewenst beschouwen, maar veel meer het gezichtsverlies dat men kan lijden tegenover anderen. Gezichtsverlies is een ernstige vorm van schending van de eer en heeft soms grote sociale consequenties.